# Forstmühler Forst
Forstmühler Forst – obszar wolny administracyjnie (gemeindefreies Gebiet) w Niemczech w kraju związkowym Bawaria, w rejencji Górny Palatynat, w regionie Ratyzbona, w powiecie Ratyzbona. Teren jest niezamieszkany.  
1 lipca 2014 teren o powierzchni 4,63 km² został przyłączony do gminy Wiesent.